# Albert Juanola i Boera
Albert Juanola i Boera (Palafrugell, 1937) és un polític català, alcalde de Palafrugell entre 1979 i 1983. Pèrit mercantil, ha treballat en el ram del suro, en empreses ubicades a Sant Feliu de Guíxols, Palafrugell, Barcelona, Madrid i Suïssa. Va ser secretari general de l'Associació d'Empresaris Surers de Catalunya (Aecork) l'any 1966, de la Federació Espanyola del Suro (Fedacor) i de la Confederació Europea del suro (Celiège).
A les eleccions municipals de 1979, Juanola encapçalava la candidatura de CiU, que va ser la més votada. Va ser el primer alcalde de la nova etapa democràtica, fins al 1983. Llavors, va seguir com a regidor, va ser elegit diputat provincial i va presidir la Comissió d'Ensenyament i Cultura de la Diputació de Girona fins a l'any 1987, en que acabà la seva carrera política. Va formar part del Consell Rector de la Cooperativa Econòmica Palafrugellenca, va ser president de la junta directiva del Casal Popular de Palafrugell i és jutge de pau de Palafrugell des de 2003. També va ser membre del Patronat del Museu del Suro de Palafrugell i del Patronat Francesc Eiximenis de Girona, i secretari de l'Institut d'Estudis del Baix Empordà.
És autor de nombrosos treballs d'investigació, especialment sobre el suro i el cooperativisme. També ha col·laborat en mitjans de comunicació: Revista de Palafrugell, Crònica d'un Any, Campanar, Proa, Revista de Girona, Estudis del Baix Empordà, Butlletí de l'Associació Catalana en Pro de la Justícia, entre d'altres.
Juanola ha donat a l'Arxiu Municipal de Palafrugell el seu fons, que fa referència a diferents responsabilitats i interessos del seu productor especialment entre els anys 1970 i 1990.